# Pointillismus

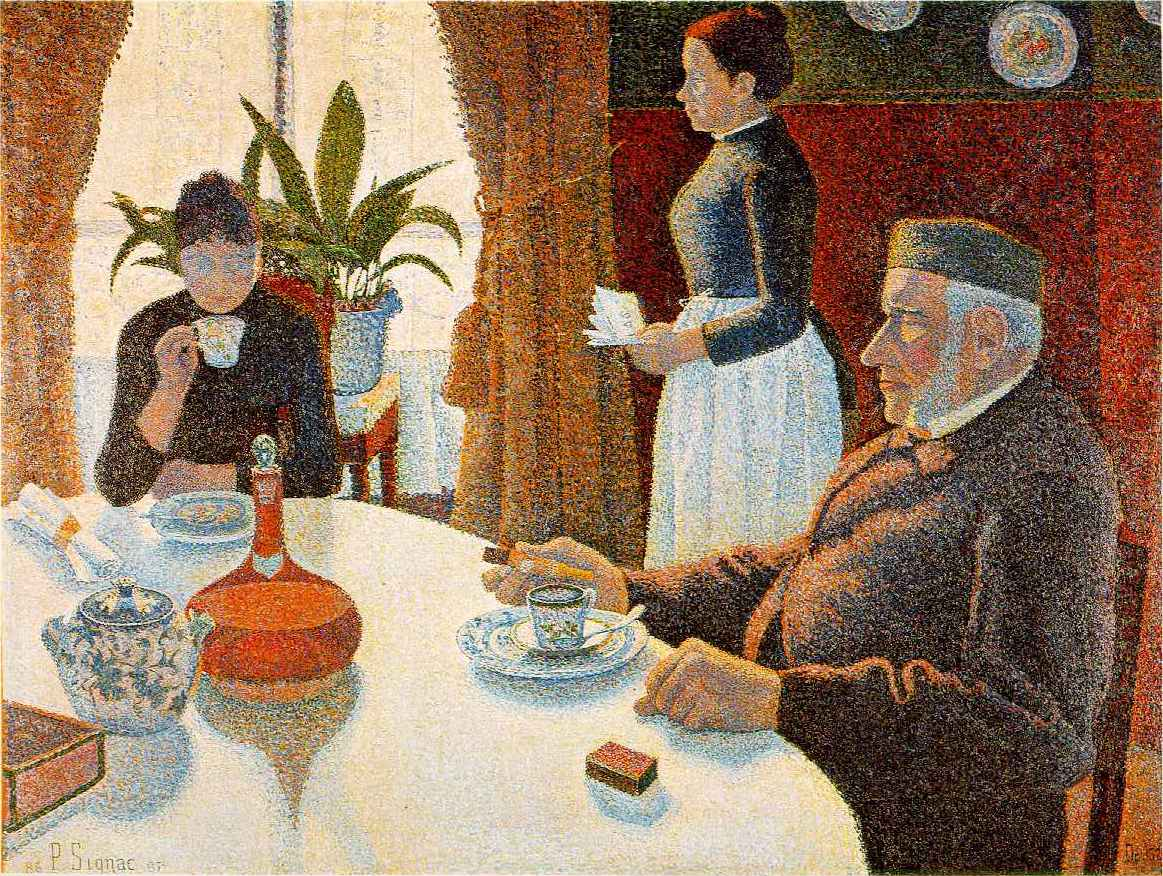
Paul Signac: Das Frühstück (1886–1887)

Der Pointillismus (von französisch point: Punkt) bezeichnet eine Stilrichtung in der Malerei. Der Farbauftrag erfolgt in unzähligen, winzigen Punkten (Tupfern oder kurzen Strichen) reiner Farbe, die sich erst im Auge des Betrachters mischen. Die Stilrichtung hatte in den Jahren zwischen 1889 und 1910 ihre Blütezeit. Der Pointillismus wird dem Post-Impressionismus zugeordnet.
Bedeutende Künstler des Pointillismus sind Georges Seurat, Gustave Cariot, Paul Signac, Henri Edmond Cross, Giovanni Segantini, der Belgier Théo van Rysselberghe und einige Jahre lang auch Camille Pissarro. Auf deutscher Seite gelten Curt Herrmann und Paul Baum als Hauptvertreter des Pointillismus.

## Begriff
Georges Seurat wollte die von ihm entwickelte Malweise ursprünglich Chromoluminarismus (Farblichtmalerei) nennen, entschied sich dann aber für Divisionismus (Teilungsmalerei). Gebräuchlicher wurden jedoch die Bezeichnungsweise Paul Signacs, Pointillismus (Punktierstil), und Fénéons mehr entwicklungsgeschichtliche Kennzeichnung als Neoimpressionismus, die Signac später akzeptierte.

## Charakterisierung
Typisch für den Pointillismus ist der streng geometrisch durchkomponierte, oft ornamental wirkende Bildaufbau. Im Gegensatz zum Impressionismus wird nicht mehr eine realistische Momentaufnahme angestrebt, sondern eine wohldurchdachte Komposition. Diesen Ansatz, von der Gesamtkomposition des Bildes über die geometrischen Beziehungen, den Bildaufbau, die Beziehungen von Licht und Gegenständen hinunter zu den Einzelelementen zu gelangen, bezeichnete Seurat als Divisionismus.

## Grundlagen
Anfang der 1880er Jahre beschäftigte sich der Maler Georges Seurat intensiv mit den damals neuen Erkenntnissen zur Farbenlehre. Er studierte die Arbeiten von James Clerk Maxwell, Ogden Nicholas Rood, Charles Henry und vor allem Eugène Chevreul zur Farbwahrnehmung und zur additiven Farbmischung. Aus diesen Erkenntnissen entwickelte er in den Jahren 1883 und 1884 eine neue Maltechnik.
Diese beruht auf dem Simultankontrast von benachbarten Farben. Das gesamte Bild besteht aus kleinen regelmäßigen Farbtupfern in reinen Farben. Der Gesamt-Farbeindruck einer Fläche ergibt sich erst im Auge des Betrachters und aus einer gewissen Entfernung. Durch optische Verschmelzung und additive Farbmischung formen sich die Farbpunkte zu Gestalten. Durch die additive Farbmischung haben die Farben die Tendenz zu mehr Leuchtkraft, während beim Vermischen auf der Staffelei die Farben dunkler werden und Schmutzfarben fast unvermeidbar sind.
Der Pointillismus verlässt auf diese Weise den Weg des Impressionismus, um das autonome Bild und dessen Eigengesetzlichkeit zu finden.

## Entwicklung und Entstehung

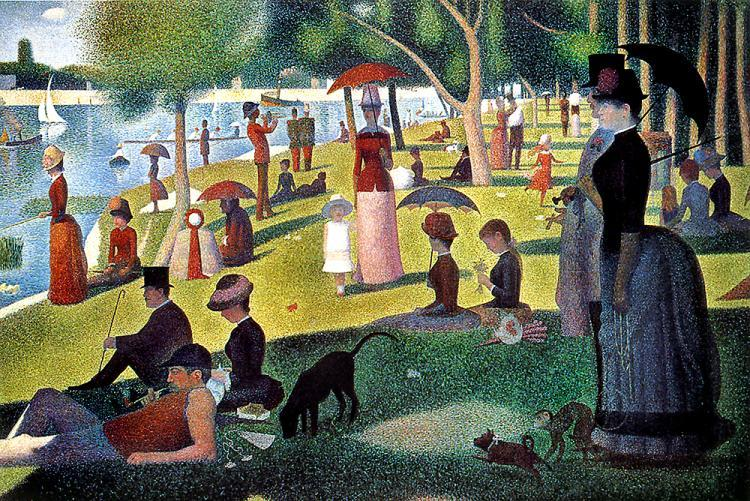
Georges Seurat: Ein Sonntagnachmittag auf der Insel La Grande Jatte (1884–1886)

Seurats erstes großes Bild, Badende bei Asnières, war nur andeutungsweise nach pointillistischer Manier gemalt, lässt jedoch im Hinblick auf die Bildkomposition und Auflösung in Bildpunkte schon die spätere Entwicklung anklingen. Als es 1884 im Salon de Paris abgelehnt wurde, war es im Salon der Unabhängigen zu sehen.
Das richtungweisende Werk für die neue Kunstrichtung war das Bild Ein Sonntagnachmittag auf der Insel La Grande Jatte. Vom Genre her greift das Bild ein gängiges impressionistisches Thema auf: Menschen im Freien bei ihrer Freizeitvergnügung. Seurat ordnet diese Menschen jedoch der Bildkomposition unter, richtet sie entlang der waagerechten und senkrechten Hauptlinien aus. Er achtet sorgsam darauf, einen Querschnitt von Menschen unterschiedlicher Gesellschaftsschichten zu zeigen. Er präsentiert, in unrealistischer Systematik, diese Menschen von vorn, von hinten und im Profil. Es entsteht der Eindruck einer Überhöhung der Wirklichkeit, einer feierlichen Inszenierung. Dieser Eindruck wird noch dadurch verstärkt, dass Seurat den Rahmen des Bildes in die Bemalung einbezieht.
Nach dem Tode Seurats im Jahr 1891 wurde Paul Signac der führende Theoretiker und Maler des Pointillismus.

## Erste Reaktionen
Für Publikum, Künstler und Kritik war offenkundig, dass man es mit etwas Neuartigem zu tun hatte. Die Aufnahme war zwiespältig: Viele Maler waren fasziniert davon, die Malerei auf wissenschaftliche Grundlagen zu stellen, darunter Paul Signac, Charles Angrand, Henri Edmond Cross, Albert Dubois-Pillet, Léo Gausson, Louis Hayet, Maximilien Luce, Hippolyte Petitjean, zu Beginn der Bewegung auch Camille Pissarro, der sich dem Divisionismus gegenüber jedoch später kritisch äußerte, und dessen Sohn Lucien. Andere, wie beispielsweise Edgar Degas, lehnten die neue Richtung bereits zu Beginn ab. Der Kunsthändler und große Förderer der Impressionisten Paul Durand-Ruel äußerte sich enttäuscht, dass sich Camille Pissarro von den jüngeren Kollegen beeinflussen ließ, wo sich doch der Markt für impressionistische Gemälde gerade erst zu bessern begann.
Ablehnende Kritiker bezeichneten die Malweise als Confettisme. Der Kritiker Félix Fénéon hingegen setzte sich für die neue Kunstrichtung ein. Er sah sie als zukunftsweisend an und prägte 1886 den Begriff Neoimpressionismus, um dies herauszustellen. Er setzte sich intensiv mit den theoretischen Grundlagen auseinander und kannte Charles Henry und einige andere Theoretiker persönlich. Er war Redaktionssekretär der Zeitschrift Revue Indépendante und Herausgeber der Zeitschrift La Revue blanche. Bis zum Tode von Seurat begleitete er dessen Arbeiten und die Arbeiten Signacs mit wohlwollenden, fundierten Kritiken in diesen Zeitschriften.
Die deutschen Impressionisten tolerierten die Malweise, wandten diese jedoch bis auf Paul Baum und Curt Herrmann nicht an. Lange Strichführungen blieben das Merkmal auch der Malerei der Münchener Secession.

## Weitere Verbreitung
Eine wesentliche Rolle für die weitere Verbreitung des Pointillismus spielte die 1883 gegründete belgische Künstlergruppe Les Vingt (Die Zwanzig). Diese nahmen rasch eine zentrale Bedeutung im belgischen Kunstbetrieb ein. Zu ihren Ausstellungen luden sie die unterschiedlichsten Künstler ein. Ab 1887 zeigten sie in Brüssel immer wieder die Bilder von Seurat und seinen Pariser Kollegen. Jüngere Künstler wie Théo van Rysselberghe, Henry van de Velde, Jan Toorop, Johan Joseph Aarts, Ferdinand Hart Nibbrig, Jan Vijlbrief und andere adaptierten die neue Sehweise.
In Italien adaptierten die Maler Giovanni Segantini, Giuseppe Pellizza da Volpedo, Emilio Longoni und Angelo Morbelli die pointillistische Malweise und entwickelten sie weiter zu eigenen Ausprägungen.

## Einfluss auf die Kunst des 20. Jahrhunderts
Der Einfluss des Pointillismus auf die weitere künstlerische Entwicklung wurde lange Zeit unterschätzt. Große Teile der Kritik und der bürgerlichen Öffentlichkeit sahen ihn vielfach als belangloses technisches Mittel an. Viele namhafte Künstler wie Piet Mondrian, Henri Matisse, Elie und Robert Delaunay, Vincent van Gogh und Paul Gauguin setzten sich jedoch intensiv mit der pointillistischen Technik auseinander und durchliefen eine Phase pointillistischer Experimente. Aus der Sicht einiger Historiker spricht dies dafür, dass der Pointillismus eine wesentliche Rolle in der Entwicklung von den Paradigmen der früheren Epochen, Gegenständlichkeit und Wiedergabe, zu denen des 20. Jahrhunderts, Abstraktion und Konstruktion, spielt.
Der Kunsthistoriker Robert Rosenblum urteilt über Seurat, dass er sogar mit Cézanne konkurrieren könne („can rival even Cézanne“), und billigt ihm großen Weitblick zu („look far into the past and into the future“), das Gemälde Grande Jatte bezeichnet er als eine Art Eiffelturm der Malerei („a kind of Eiffel Tower of painting“).

## Ausstellungen
- 2016/2017: Wege des Pointillismus, Albertina, Wien. Katalog.